# Christian Bracconi
Christian Bracconi (Costantina, 25 novembre 1960) è un allenatore di calcio ed ex calciatore francese, di ruolo centrocampista.

## Palmarès

### Giocatore

#### Competizioni nazionali
- Coppa di Francia: 2

Bastia: 1980-1981
Metz: 1987-1988